# Gerlachsheim
Gerlachsheim ist ein Stadtteil von Lauda-Königshofen im Main-Tauber-Kreis in Baden-Württemberg.

## Geographie

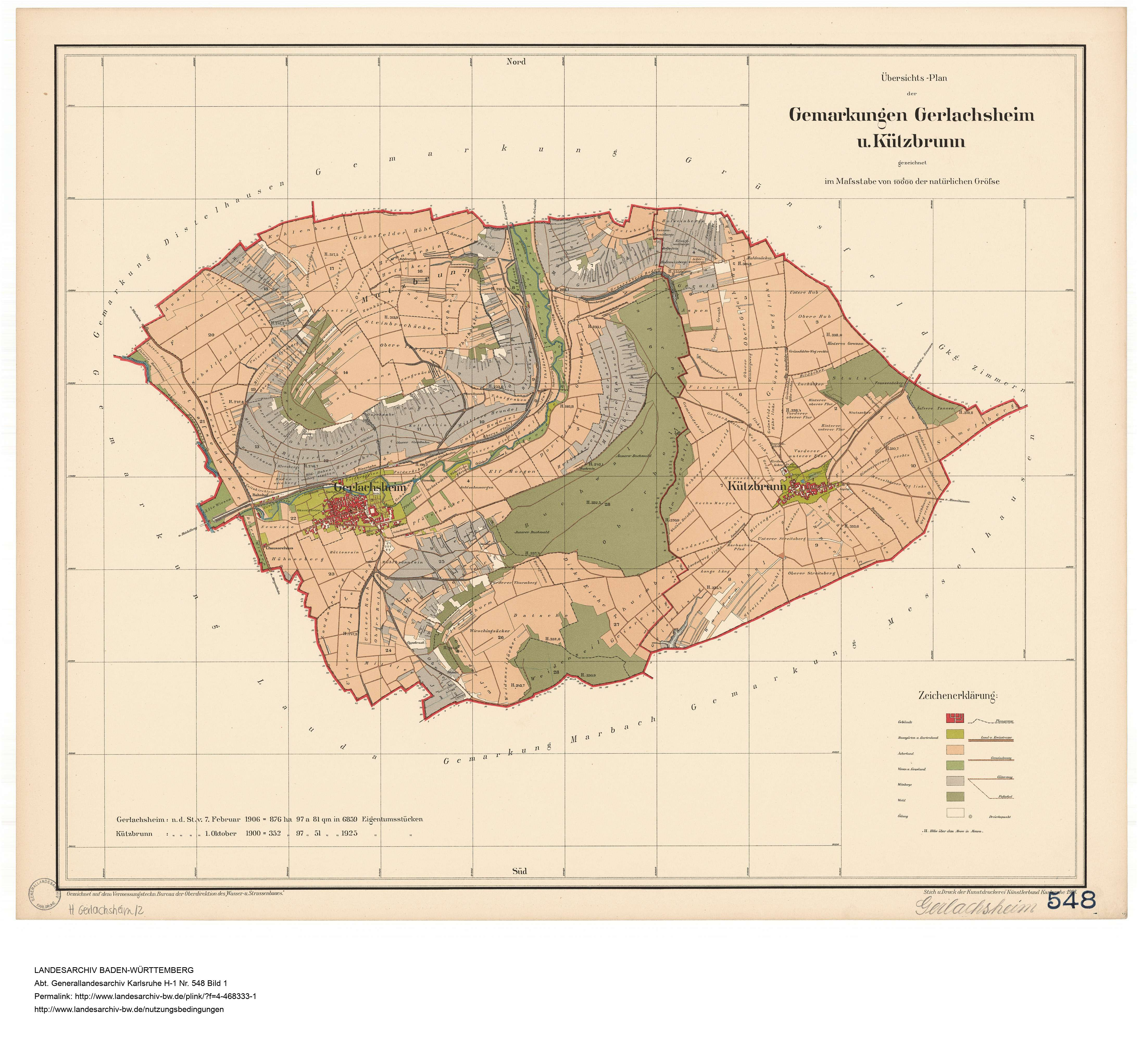
Gemarkung von Gerlachsheim, 1908, daneben die Gemarkung von Kützbrunn

Gerlachsheim liegt im untersten Tal des Grünbachs an dessen linkem Ufer kurz vor seiner Mündung in die Tauber. Jenseits des Grünbachs ragt der Herrenberg auf, an dessen süd- und südwestexponierten Steillagen Weinberge liegen.

## Geschichte
Erstmals tauchte Gerlachsheim im vierten Jahrhundert auf. 1952–54 fand man dort vier Gräber mit reichen Grabbeigaben, die darauf schließen lassen, dass eine alemannische Adelsfamilie hier ihren Sitz hatte. 1197 wurde ein Nonnenkloster errichtet. Der damalige Name des Ortes war Lützelluden (Kleinlauda), später nannte man es Kleingerlachsheim. Nachdem das Kloster 1525 verwüstet und geplündert wurde und sich viele Nonnen einer neuen Lehre anschlossen, lebten nur noch zwei Nonnen im Kloster Gerlachsheim. Dieses wurde daraufhin im Jahre 1552 von Bischof Friedrich von Würzburg aufgelöst und das Gebiet fiel an die Hofkammer. Diese musste es jedoch nach einem langwierigen Prozess an den Abt des Klosters Oberzell zurückgeben. Im 18. Jahrhundert wurde das Gerlachsheimer Kloster mit dem Kloster Oberzell als Priorat vereint. Zwischen 1723 und 1730 wurde eine neue Kirche errichtet. Nach der Besetzung 1802 diente Gerlachsheim als Residenz für den Fürsten von Salm-Reifferscheid-Bedburg, ehe er 1838 das Kloster an Baden verkaufte. Bis 1864 diente das Gerlachsheimer Kloster als Bezirksamtsgebäude. Ab 1874 wurde es als Taubstummenanstalt verwendet, die ab 1935 sukzessive aufgelöst wurde. Während des Zweiten Weltkriegs beherbergte die Klosteranlage zwangsumgesiedelte Slowenen, nach Kriegsende diente sie als zentrales Durchgangslager für Vertriebene. Seit 1952 nutzt der Main-Tauber-Kreis die ehemaligen Konventgebäude als Alters- und Pflegeheim.
1774 wurde Gerlachsheim mit Heckfeld und Beckstein zur Stadt Lauda hinzugefügt. Durch das Bezirksamt Gerlachsheim war Gerlachsheim von 1813 bis 1864 ein Verwaltungsbezirk in Baden, vergleichbar mit einem heutigen Landkreis.
Am 1. Januar 1974 wurde Gerlachsheim in die Stadt Lauda eingegliedert und kam mit dieser am 1. Januar 1975 zu Lauda-Königshofen.

## Kultur und Sehenswürdigkeiten

### Heilig Kreuz
In Gerlachsheim befindet sich mit der Barockkirche Heilig Kreuz ein regional bekanntes Bauwerk.

### Rokoko-Freigruppe der Schmerzensmutter
Vor dem ehemaligen Klostergebäude befindet sich die Rokoko-Freigruppe der Schmerzensmutter. Sie wurde 1751 errichtet.

### Barockbrücke
Auf einer im Ort befindlichen Barockbrücke, die den Grünbach überspannt, sind vier Brückenheilige dargestellt: Der heilige Kilian, der heilige Burkard, der heilige Michael und der heilige Nepomuk.

### Winzerhaus Buchler
In der Ortsmitte befindet sich das Winzerhaus Buchler. Dabei handelt es sich um ein stattliches Fachwerkhaus der einstigen Weinhändlerdynastie Buchler. Das Buchler-Palais wurde von der Denkmalstiftung Baden-Württemberg im Juni 2017 zum Denkmal des Monats gewählt.

## Wirtschaft und Infrastruktur

### Verkehr
Gerlachsheim liegt mit einem Haltepunkt an der Frankenbahn. Die Bundesstraße 290 führt am Ort vorbei.

### Weinanbau
Die Weinberge am Herrenberg, die von Winzern in Gerlachsheim bewirtschaftet werden, gehören zur Reblage Herrenberg des badischen Frankenlandes.

### Tourismus
Wegen des ehemaligen Prämonstratenserklosters Gerlachsheim mit seiner Barockkirche Heilig Kreuz und seiner Lage an der Romantischen Straße sowie am Taubertalradweg ist Gerlachsheim ein beliebtes Reiseziel. Der Grünbachtalradweg führt von Gerlachsheim in das Grünbachtal flussaufwärts in Richtung Grünsfeld.
Der etwa 180 km lange Jakobsweg Main-Taubertal führt ebenfalls durch Gerlachsheim.

### Ansässige Unternehmen
In Gerlachsheim wurde im Jahre 1734 eine Brauerei gegründet, die im Ort bis 1930 als Brauerei Zipf geführt wurde. Ab 1930 verlegte der aus dem Ort stammende Heinrich Zipf, der die Brauerei seit 1902 betrieb, den Firmensitz nach Tauberbischofsheim, wo das Unternehmen als Zipf-Bräu noch bis zur Mitte der 1980er Jahre bestand.

## Vereine
In Gerlachsheim sind auch einige Vereine beheimatet.:
- Anglergemeinschaft Gerlachsheim
- Förderverein Lindenschule Gerlachsheim e. V.
- Heimat- und Kulturverein Gerlachsheim 1995 e. V.
- Kath. Frauengemeinschaft Gerlachsheim
- Kath. Kirchenchor Gerlachsheim
- KJG Gerlachsheim
- Musikkapelle Gerlachsheim
- Männergesangverein Liederkranz 1862 Gerlachsheim e. V.
- Sozial-Karitativer Förderverein Hl. Kreuz e. V.
- Tennisclub Gerlachsheim e. V.
- Verein für Obst- und Gartenbau, Garten und Landschaft e. V. Gerlachsheim
- VfR Gerlachsheim